# Artips
Artips est un site internet qui propose aux internautes de s'abonner gratuitement pour recevoir trois fois par semaine dans leurs boites de messagerie, une lettre d'information comprenant une explication courte (une minute) et originale d'une œuvre d'art célèbre ou peu connue.

## Historique
Dans le cadre de ses études à Sciences-Po, Coline Debayle est inscrite à un cours d'histoire de l'art donné par Gérard Marié, professeur agrégé d'Arts plastiques et enseignant certifié d'Histoire des arts. Ce dernier instruit tout en divertissant : cette méthode éducative inspire Coline Debayle, qui mûrit l'idée de créer un site web inspiré des méthodes d'enseignement de son professeur. Alors étudiante à HEC, elle se rend à un Startup Weekend (weekend consacré à créer une startup en 54 heures), où elle rencontre Jean Perret, un développeur web passionné d'art, qui accepte de se joindre à elle pour concrétiser le projet.
Au lancement d'Artips, Coline Debayle consulte son ancien professeur Gérard Marié, qui accepte de s'associer à eux. Il prend part à l'aventure Artips en vérifiant et corrigeant chacune des anecdotes avant qu'elles ne soient envoyées aux abonnés. Chaque anecdote est ainsi apposée d'un "Validée par Gérard Marié.".
Artips.fr est créé au printemps 2013. La première lettre d'information est envoyée à 1 000 abonnés le 18 avril 2013.
En novembre 2013, ils auto-éditent le premier livre Artips, vendu sur le site. Il contient une sélection des meilleures anecdotes déjà envoyées aux abonnés, adaptées au format papier. Le deuxième livre Artips parait en octobre 2014 et est commercialisé par les Éditions du Chêne.
En février 2015, la lettre d'information Artips compte plus de 100 000 abonnés et tente de s'exporter à l'international en lançant des versions en anglais, espagnol, italien, allemand et portugais.

## Le site
Avec la volonté de dépoussiérer l'histoire de l'art, Artips propose aux utilisateurs de s'abonner gratuitement pour recevoir dans leur boîte mail, du lundi au jeudi, une anecdote sur une œuvre d'art.

### Contenu
Les anecdotes envoyées par Artips sont écrites spécialement pour une lecture facile sur tablette et smartphone. Elles sont rédigées par une équipe de rédacteurs comprenant :
- Des professeurs et étudiants en Histoire de l'art
- Des guides de musées
- Des artistes
- Des amateurs éclairés

Les anecdotes envoyées sont fiables et sont rédigées pour s'adresser aussi bien aux connaisseurs qu'aux novices de l'histoire de l'art. La promesse d'Artips est de fournir une minute de culture quotidienne. Les anecdotes sont donc à la fois courtes, pour pouvoir être lues en une minute, et formulées dans un style décalé.

### Financement
Artips crée des partenariats avec des espaces culturels (par exemple, l'Opéra de Paris, le MUCEM ou encore la Philharmonie de Paris) et des musées (tels que le Louvre à Paris ou la Piscine à Roubaix) qui sponsorisent quelques anecdotes.
La marque s'associe aussi à de grands groupes, tels que BNP Paribas ou Saint Gobain qui chargent l'entreprise d'envoyer des anecdotes tamponnées de leur logo à ses collaborateurs.
Artips travaille également avec la SNCF, en incorporant une anecdote culturelle aux destinations de billets de confirmation iDTGV.

## Récompenses
- Prix du concours d'entrepreneuriat étudiant du Petit Poucet ;
- Finalistes du concours du Start-Up contest.